# Illaena inconspicua
Illaena inconspicua är en skalbaggsart som först beskrevs av Francis Polkinghorne Pascoe 1866.  Illaena inconspicua ingår i släktet Illaena och familjen långhorningar. Inga underarter finns listade i Catalogue of Life.